# Saw (videojuego)
Saw, también conocido como Saw: The Video Game (Saw: El Videojuego) es un videojuego de terror y supervivencia psicológico que fue desarrollado por Zombie Studios y publicado por Konami para PlayStation 3, Xbox 360 y Microsoft Windows. El juego fue lanzado el 6 de octubre de 2009, en América del Norte y más tarde ese año en otras regiones. La versión de Microsoft Windows fue lanzada el 22 de octubre de 2009. Parte de la franquicia de cinematográfica de Saw, el juego se desarrolla entre la primera y la segunda película. El juego se lanzó al mismo tiempo que Saw VI, aunque las líneas de la historia están totalmente separadas.
El Juego fue anunciado oficialmente por Brash Entertainment, que después entregó los derechos por problemas financieros. Esto permitió a Konami recoger los derechos de publicación para el juego solo unas semanas más tarde. El juego, ahora bajo el control de Konami, está siendo diseñado para ser un Juego de horror como Silent Hill, entre otros. Konami planea hacer Saw su próxima gran franquicia de Horror de supervivencia, aunque los planes para una secuela se han discutido.

## Modo de Juego
Saw es en primer lugar un juego de tercera persona con acción Horror de supervivencia. El jugador controlara a David Tapp, un detective atrapado en los juegos sangrientos de Jigsaw. La meta principal del juego es cruzar todo el asilo y salir vivo. Para lograr este objetivo será necesario salvar a varias personas que se encuentran en sus juegos macabros. Tapp tendrá varias habilidades en el juego para cumplir con sus objetivos. Uno de ellos es la capacidad de buscar casi cualquier objeto en el medio ambiente para encontrar cosas como: herramientas, la salud, pistas, u otros. Buscar objetos incluyendo baños, cadáveres, enfermeras, carros, y mesas de noche. Algunas de las cosas que lo ayudaran serán navajas, jeringas o cualquier otro objeto peligroso. El jugador podrá utilizar las manos de Tapp para poder tomar cualquier cosa. También podrá encontrar cosas que lo confabulen con las demás víctimas y con el mismísimo Jigsaw. Muchos de estos vienen en forma de "Notas de Jigsaw" o la izquierda detrás de las cintas de casete, por la que se encuentra alrededor. Las cintas son similares a los "Diarios de audio" de Bioshock.
Tapp puede ver y escuchar a cualquiera de los casetes en cualquier momento mediante el acceso a una revista. La revista contiene un mapa de asilo con la trampa del enemigo y lugares, la visualización de casete, un inventario, y un espectador objetivo.
El combate del juego permite presionar un botón para cambiar del modo normal a modo de combate. El personaje puede bloquear, contraatacar y llevar a cabo ataques fuertes y débiles para defenderse de los ataques de los otros jugadores del asilo. Si bien la posibilidad de utilizar sólo los puños, Tapp tendrá también una gran variedad de armas y recursos puestos a su disposición. Una de las primeras armas que se encuentra es en una tubería de plomo, que puede ser utilizada para atacar a los enemigos y romper las paredes de la moldura del asilo. Otra arma es el bisturí, puede ser usado para cortar los órganos de las personas, así como de apuñalar a los atacantes. También hay una muleta, que sólo puede ser utilizada como un arma. Además de armas, Tapp también puede encontrar y utilizar diversas herramientas para realizar las tareas. Estas herramientas incluyen la búsqueda de una uña para recoger un bloqueo y la búsqueda de un fusible para reparar una caja de fusiles. Un lockpicking (minijuego) se ha incorporado. En éste sentido, debe activar la marca de unas cerraduras interiores a fin de que todos coinciden con éxito para abrir la puerta. Lockpicking es mucho más difícil y compleja de resolver ya que el juego avanza. A lo largo del asilo, hay muchas trampas dejadas por Jigsaw para obstaculizar el camino de Tapp. Hay puertas equipadas con escopetas, las que se adjuntan a las poleas. Tan pronto la apertura de dicha puerta, el jugador debe presionar un botón al azar antes de que la polea este demasiado lejos para evitar el cumplimiento de la pistola. La iluminación desempeña un papel dinámico en el juego. Tapp tendrá siempre una fuente de luz disponible para él, con la excepción de unas pocas áreas que eliminan esta capacidad. Habrá una serie de diferentes mecanismos de iluminación que puede recoger a lo largo del juego. Estos mecanismos incluyen encendedores y linternas. En ciertos puntos del juego, el jugador estará acompañado por la IA de equipo, que ayudará a Tapp en determinadas pruebas o zonas. En muchos puntos en la historia, hay varias rutas que se pueden tomar para evitar ciertas zonas o descubrir elementos ocultos. El juego se puede jugar en dos escenarios de dificultad, normal y locura.

## Personajes
- Jigsaw: Secuestra al exdetective David Tapp y a otras personas que se relacionan con él, para ponerlo a prueba y ver si abandona la obsesión que tiene por capturarlo.
- David Tapp: Es un exoficial de homicidios. trato de buscar pistas de la ubicación de Jigsaw hasta que en una trampa muere su compañero (Detective Steven Sing). Perdió la salud, su familia, su placa y la vida de su compañero, al obsesionarse por capturar a Jigsaw. Es secuestrado y puesto a prueba por este, tendrá que recorrer el asilo abandonado y conseguir llegar a la salida, además de salvarse a sí mismo y a algunas víctimas del asilo.
- Amanda Young: Es una drogadicta que ya fue puesta a prueba y sobrevivió, pero su adicción la siguió causando que fuera puesta a prueba de nuevo por no aprender su lección, aún consumía drogas y se cortaba a sí misma. Es salvada por Tapp en el anfiteatro quirúrgico.
- Jennings Foster: Compañero de Tapp. Una noche en su coche, estando ebrio atropelló y mató a un vagabundo, como médico forense sabía qué pruebas eliminar, así inculparía a otra persona y dejaría su vida en perfecto estado, aunque la culpa lo consumiera por dentro. Fue puesto en la trampa del péndulo y salvado por Tapp.
- Melissa Sing: Es la viuda del difunto detective Steven Sing, consumida por el odio hacia Tapp, culpó a este por la muerte de su marido y abandonó a su hijo por todo el dolor que sentía. Es puesta en la trampa la Dama de Hierro y salvada por Tapp.
- Oswald McGillicutty Es un periodista que se caracteriza por publicar noticias relacionadas con los asesinatos de Jigsaw, acusa al detective Tapp de ser el asesino en serie. Es salvado por el detective Tapp, pero muere al intentar buscar una salida en el próximo nivel
- Obi Lanther Víctima de Jigsaw, siente que su vida no tiene sentido, por lo que usa todos sus medios para ser puesto a prueba por Jigsaw, finalmente su deseo es concedido y es encerrado en el crematorio del psiquiátrico. Es salvado por el detective Tapp.
- Jeff Thomas Fue secuestrado por Jigsaw una vez al no valorar su vida y pasa la prueba. Al ser un superviviente es acosado intensamente por David Tapp para que le diera información sobre Jigsaw. Luego de sobrevivir, intenta suicidarse, por lo que es puesto a prueba por segunda vez.